# Pyrenochaeta lycopersici
Espèce
Synonymes
- Pseudopyrenochaeta lycopersici (R.W. Schneid. & Gerlach) Valenz.-Lopez, Crous, Stchigel, Guarro & J.F. Cano, 2017 (préféré par NCBI)[1]
- Pyrenochaeta lycopersici[1]

Pyrenochaeta lycopersici est une espèce de champignons ascomycètes de l'ordre des Pleosporales.
Ce champignon est l'agent de la maladie des racines liégeuses de la tomate.
Des isolats de ce champignon attaquent également plusieurs espèces de la famille des Solanaceae,  dont le piment, le tabac et l'aubergine, mais aussi d'autres espèces d'Eudicotylédones, comme le concombre, le melon, le carthame et les épinards.